# Deák Ferenc (grafikus)
Deák Ferenc (Kökös, 1935. június 17. – Szeged, 2013. május 3.) romániai magyar grafikus és könyvművész.

## Életpályája
Középiskolai tanulmányait Sepsiszentgyörgyön a Székely Mikó Kollégiumban végezte; 1958-ban a kolozsvári Ion Andreescu Képzőművészeti Főiskola grafika szakán államvizsgázott. Első illusztrációi az Utunkban jelentek meg 1953-ban, majd rendre közölte illusztrációit és irodalmi művek témájára komponált önálló grafikai lapjait az Igaz Szó, a Napsugár, a Korunk, a Dolgozó Nő, az Új Élet, România literară, Tribuna és A Hét. A romániai magyar folyóirat- és könyvgrafika legtöbbet foglalkoztatott és legsokoldalúbb munkása volt, rajztudása és stílusérzéke több mint 300 szépirodalmi és tankönyvtervezésben gyümölcsözött.
A bukaresti Kriterion Kiadó művészeti szerkesztőjeként a könyvkiadó grafikai arcélének kialakításában döntő szerepe volt. Grafikáival, illusztrációival nemzetközi kiállításokon szerepelt (Barcelona 1974, 1975, Varsó, Bécs, Stockholm 1976, Dortmund 1977, Helsinki 1978, Moszkva, Pozsony 1979), kisgrafikával I. díjat nyert a Balatoni Biennálén és Cegléden (1973), ex libriseit a malborki VII. nemzetközi ex libris-kiállításon is díjazták.
Jelentősebb teljesítménye a Jávorfa-muzsika, Hej zöld levél és Szegény ember kincse c. folklórgyűjtemények, továbbá Garay János Az obsitos, Bálint Tibor Zokogó majom, Benedek Elek Kék, Piros, Ezüst és Arany mesekönyv, T. Popovici Ipu két halála, Papp Ferenc A kerítés fölött, Sütő András Anyám könnyű álmot ígér című munkáinak, Kocsis István drámáinak grafikai tervezése, illetve illusztrálása. A Hét Móricz-emlékszáma Móricz-illusztrációival jelent meg (1979/26), s a Benedek-évfordulóra megjelent a Két borsökröcske c. kötet (1979) számára 16 színes és 30 fekete-fehér rajzot készített; A Hét József Attila-emlékszámát illusztrálta (1980/15). Betű és rajz című könyvművészetről szóló önvallomásának első kiadása 1988-ban jelent meg a Bukarestben a Kriterionnál, másodszor 1989-ben jelent meg szintén a Kriterionnál, de Kolozsvárt és román-magyar közös kiadásban.
1995-ben a szegedi Mozaik Kiadóhoz érkezett egy esztendőre alkotni, végül Szegeden telepedett le, itt töltötte be 70. életévét 2005-ben kiváló eredményekkel, nagy sikert aratott az 1999-es frankfurti könyvvásáron a Betű és rajz című önvallomásával, amelyet három nyelven (magyar-angol-német) jelentetett meg. 2000-ben Munkácsy Mihály-díjat kapott érte és 2003-ban könyvgrafikai munkássága elismeréseként a román kulturális minisztérium nemzeti nagydíjjal tüntette ki. 2010-ben a csíkszeredai székhelyű Kriterion Alapítvány Kriterion-koszorúval tüntette ki.
Tizennyolc éven keresztül volt a szegedi Mozaik Kiadó művészeti vezetője.

## Kötetei
- Betű és rajz. Műhelyvallomás; Mozaik, Szeged, 1999
- Betű és rajz; Kriterion, Bukarest, 1988 (Műhelyvallomás)